# Chocolate con leche

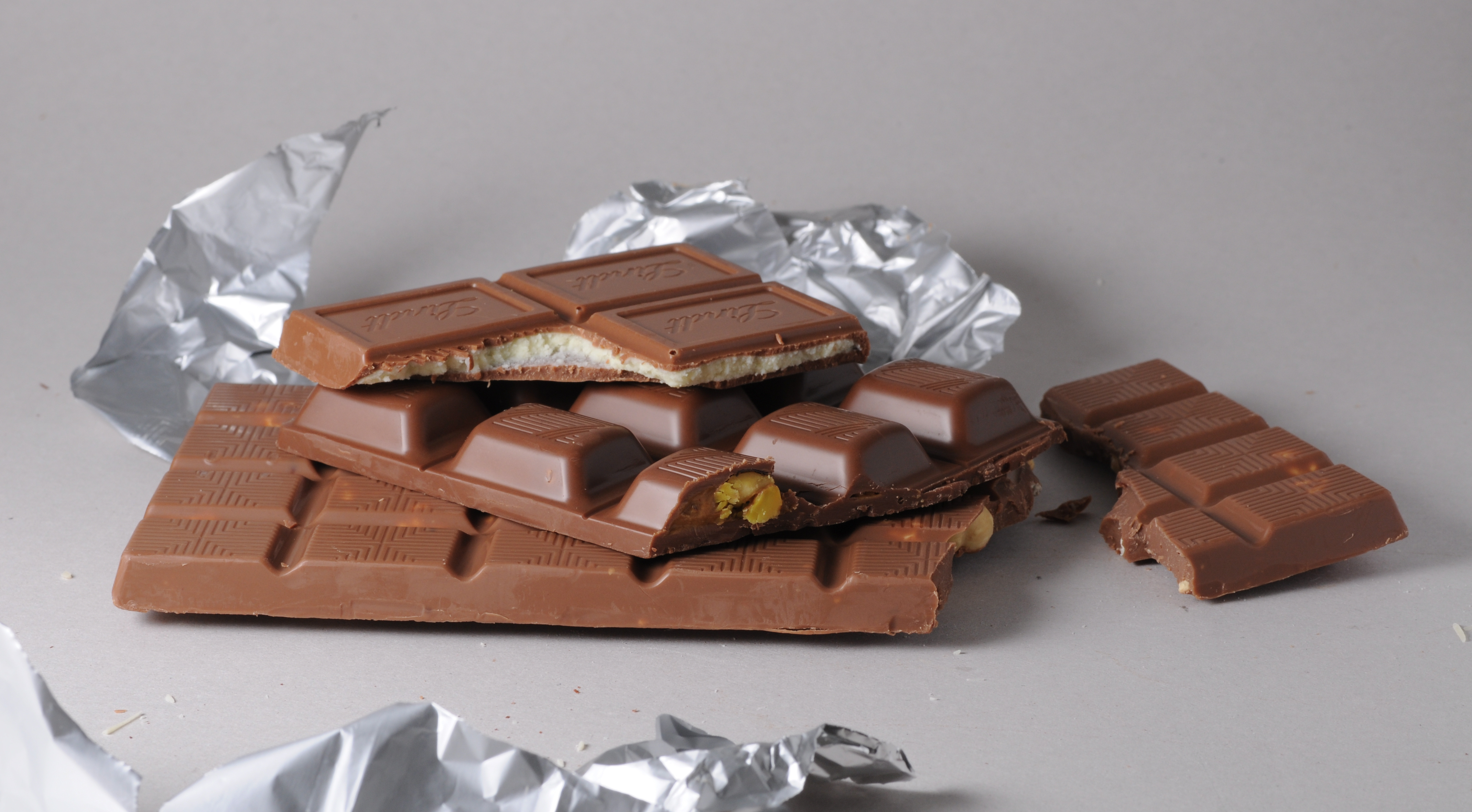
Chocolate con leche suizo.

El chocolate con leche, es un chocolate con un contenido de cacao de entre el 25% y el 40%. Además incluye manteca de cacao, leche, normalmente leche en polvo, así como azúcar.
El chocolate con leche original era una bebida líquida, hasta que en 1875, cuando Henri Nestlé consiguió deshidratar la leche. Daniel Peter, también Suizo, utilizó este invento para crear las primeras tabletas sólidas de chocolate con leche. 
Otros inventores Suizos refinaron el proceso, como Rodolphe Lindt. A principios del siglo XX el chocolate se había convertido en un icono de Suiza.
Se expende en tabletas o barras y puede venir en presentación original o mezclados con otros ingredientes que aumentan su delicia tales como: arroz inflado y tostado, maní en trozos, almendras troceadas, avellanas troceadas, etc.

## Composición[1]
| Compuesto            | Cantidad  |
| -------------------- | --------- |
| Agua                 | <1.5g     |
| Proteínas            | 7-11g     |
| Lípidos              | 30-33 g   |
| Glúcidos             | 50-60g    |
| Glúcidos asimilables | 54g       |
| K cal                | 520-570   |
| Minerales            | 2.2g      |
| *Calcio              | 180-200mg |
| *Magnesio            | 60-90mg   |
| *Potasio             | 470mg     |
| *Sodio               | 58mg      |
| *Fósforo             | 242mg     |
| *fer                 | 2mg       |
| Zinc                 | 0.2mg     |
| Cobre                | 2mg       |
| Ácido oxálico        | 60mg      |
| Teobromina           | 100-300mg |
| Cafeína              | 20mg      |
| Vitamina B1          | 0.11mg    |
| Vitamina B2          | 0.37mg    |
| Vitamina B3          | 0.46mg    |
| Vitamina B6          | 0.11mg    |
| Vitamina B9          | 0.01mg    |